# 라나 게링
라나 게링(영어: Lana Gehring, 1990년 8월 21일~)은 미국의 쇼트트랙 선수이다. 2010년 동계 올림픽 여자 계주에 미국 대표팀의 일원으로 동메달을 획득했다.